# داوود غزالة
داوود خارد غزالة ألفاريز ((بالإنجليزية: Daúd Gazale)‏؛ مواليد 10 أغسطس 1984) لاعب كرة قدم تشيلي من أصل فلسطيني. يجيد اللعب في مركز الهجوم مع منتخب تشيلي الوطني و مؤخراً نادي دورادوس دي سينالوا في دوري الدرجة الثانية المكسيكي.

## روابط خارجية
- داوود غزالة على موقع الاتحاد الدولي (مؤرشف)  (الإنجليزية)
- داوود غزالة على موقع قاعدة بيانات كرة القدم.إي يو (الإنجليزية)
- داوود غزالة على موقع ناشيونال فوتبول تيمز (الإنجليزية)
- داوود غزالة على موقع Soccerway.com (الإنجليزية)
- داوود غزالة على موقع AS.com (الإسبانية)